# Fred Emmer
Pour les articles homonymes, voir Emmer.
Freddy (Fred) Emmer, né le 23 août 1934 à Amsterdam et mort le 24 décembre 2019 à Hilversum, est un présentateur de télévision néerlandais. 

## Biographie
Fred Emmer est le fils d'Erich August Wilhelm Emmer, né à Karlsruhe, et de Madeleine Hochheimer, née à Ixelles, en Belgique. À sa naissance, on lui donne le nom de Freddy.
Emmer commence sa carrière en tant qu'étudiant salarié à Radio Nederland Wereldomroep. Il est présentateur et intervieweur à la Nederlandse Christelijke Radio Vereniging pour l'émission d'affaires publiques Memo.